# 李南 (保钓人士)
李南（?—）祖籍湖南，生长在北京。保钓运动人士。

## 生平
李南祖籍湖南，在北京长大。后来学习导演专业，毕业后在电视台当记者。
2000年，正在电视台当记者的李南想出海保钓。后来他回忆说，“那时候什么也不懂，托朋友在温州问了一下出海的价格，可能也没说清楚，船老大开价8000元，我自己攒了这笔钱，在网上召集志愿者。报名的有30个人，最后只来了1个。结果到了温州，船老大又变卦了，可能觉得我们是要偷渡，开出了20万元的天价。”
2003年5月19日，冯锦华、张立昆、李南、牛力丕、周文博5人在网上发出《中国保钓行动登岛志愿者召集正式开始》的公告，征集志愿者出海保钓。接受报名的网站还明示：“本次保钓行动召集的志愿者在本次活动结束后自行解散；所有保钓志愿者的资料都将自愿接受相关部门检查。”冯锦华的实名求援信在爱盟网的点击率极高，捐款者超过一千人。李南在此次行动中负责联系和筛选出海志愿者，李南回忆称，此次筛选“偏向于选择有入伍经历和爱好户外运动的人，身体素质很重要。”2003年6月22日晨，载有15位中国内地及香港保钓人士的“浙玉渔1980”号渔船自浙江省玉环县黄门港启程开赴钓鱼岛。6月23日，在日本海上保安厅8艘军舰和多架飞机的包围下，该渔船未能驶抵钓鱼岛，被迫返航，6月24日回到玉环县码头。
2003年12月27日，中国民间保钓联合会（筹）在厦门正式成立，童增被推为会长，冯锦华、张立昆、李南、卢云飞、虞海泽等当选为常务会员。